# 徐即登
徐即登（1545年—1626年），字獻和，號匡岳，江西南昌府豐城縣人，民籍，明朝政治人物。

## 生平
萬曆元年（1573年）癸酉科江西鄉試第六名，萬曆十一年（1583年）癸未科會試第二百三名，登二甲第二十三名進士。刑部觀政，本年授工部主事，丁憂，十四年復除禮部，師事同邑都御史李材，在禮部任職十餘年，歷官禮部员外郎、禮部祠祭司、儀制司郎中，萬曆二十年（1592年）九月升福建提學副使，二十三年十二月升本省左參政、分守福寧道，二十七年六月升河南按察使，二十九年考察調用。三十二年調河南左參政。天啟六年卒，年八十有二。

## 著作
著《儒宗要輯》、《儒範》、《正學堂稾》、《來益堂稾》、《易書詩春秋禮記說》、《遜國諸臣錄》、詩文若干卷。

## 家族
曾祖徐律；祖父徐詔，曾任州吏目；父徐燧，曾任倉大使。母李氏。嚴侍下。弟徐即用、徐即元。